# Jacques Gianiel
Jacques Gianiel (Tinizong, 3 mars 1714 - Cellere, 14 août 1750) est un passionniste italien d'origine suisse reconnu vénérable par l'Église catholique. 

## Biographie
Il naît le 3 mars 1714 à Tinizong dans l'actuel canton des Grisons ; à seize ans, il part à Rome et devient écuyer du prince Bartolomeo Corsini. Il essaie d'entrer chez les franciscains mais doit les quitter à la suite d'une blessure au genou. De Rome, il s'installe à Città della Pieve au service d'un duc. Un prêtre lui fait rencontrer saint Paul de la Croix qui le reçoit au noviciat du Monte Argentario ; il prend l'habit le 18 décembre 1742 puis fait sa profession religieuse le 12 janvier 1743 comme frère coadjuteur dans le couvent de l'Argentario sous le nom de Jacques de saint Louis. 
En 1744, il est envoyé à Vetralla, près de Viterbe, pour commencer la fondation d'un couvent. Il revient un temps à l'Argentariopuis, en 1748, ses supérieurs le nomment cuisinier dans la nouvelle retraite de la Madonna del Cerro près de Tuscania. Les difficultés ne manquent pas dans cette fondation mais les passionnistes sont aidés par Lucie Burlini (1710-1789), une tisserande du village voisin de Piansano.
L'air malsain oblige les religieux à se déplacer de juin à novembre vers le couvent voisin de Vetralla. C'est ce qu'ils font les deux premières années. La troisième année, ils décident de rester sur place mais le choix s'avère imprudent car tous les religieux sont touchés par le paludisme et sont contraints d'être soignés chez des bienfaiteurs. Jacques Gianiel est accueilli par une famille de Cellere mais il décède le 14 août 1750 à 36 ans.

## Culte
Dès la nouvelle de sa mort, les villageois veulent le voir ou emporter une relique car ils sont persuadés que c'est un saint. Un arc-en-ciel de lumière apparaît dans le ciel, partant de l'Argentario et touchant la maison où repose le défunt, ce que les fidèles interprètent comme un fait miraculeux et les confirment dans leur idée. Il n'est même pas possible de ramener le corps au couvent passioniste car les habitants de Cellere veulent conserver sa dépouille. Paul de la Croix lui-même a une grande confiance en son intercession. Mais les passionistes sont au début de leur existence et n'ont pas la possibilité d'ouvrir immédiatement un procès de béatification. La cause n'est ouverte qu'en 1880 et Jacques Gianiel est reconnu vénérable le 21 décembre 1989 par Jean-Paul II.